# 柏能集團
栢能集團有限公司，簡稱栢能集團（英語：PC Partner Group Limited，港交所：1263），於1988年當時由偉易達集團有限公司成立，名為「栢能科技有限公司」。其後在1997年，由已去世何顯宏、王錫豪（主席及行政總裁）、梁華根（副執行總裁）和王芳柏（營運總監）四人創立「PC Partner Holdings Limited」。
ZOTAC在2006年成立，是新加坡的電腦硬件生產商。
栢能總部位於新加坡。業務在全球經營生產和銷售索泰（Zotac）顯示卡、主機板及迷你電腦。
該公司股份在2011年1月12日於港交所主板上市，招股價為1.6港元，配售股份為1.05億股，集資額為1.68億港元。該公司又在2024年11月15日在新加坡證券交易所（SGX）主板上市，股票代號為「PCT」。

## 連結
- PC Partner網站 （页面存档备份，存于）
- Zotac網站 （页面存档备份，存于）